# Колтабан (Западно-Казахстанская область)
Колтабан (каз. Қолтабан, до 199? г. — Ворошилово) — село в Жанибекском районе Западно-Казахстанской области Казахстана. Входит в состав Куйгенкольского сельского округа. Код КАТО — 274243200.

## Население
В 1999 году население села составляло 161 человек (76 мужчин и 85 женщин). По данным переписи 2009 года, в селе проживало 109 человек (51 мужчина и 58 женщин).